# Channel Highway
Der Channel Highway ist eine Fernstraße im Süden des australischen Bundesstaates Tasmanien. Er führt von Hobart entlang des D’Entrecasteaux-Kanal bis zur Mündung des Huon River und dann flussaufwärts bis nach Huonville.

## Verlauf
Die Straße beginnt in Taroona, einem südlichen Vorort von Hobart am Ästuar des Derwent River als Fortsetzung der Sandy Bay Road. Sie folgt der Küste bis nach Kingston, wo sie an das Southern Outlet (A6) und den Huon Highway (A6), die direkte Verbindung nach Huonville, angebunden ist. Über Huntingfield, Margate, Electrona, Snug, Kettering, Woodbridge, Birchs Bay, Flowerpot, Middleton und Gordon zieht der Channel Highway entlang des D’Entrecasteaux Channel nach Süden und erreicht in Verona Sands die Südspitze der vom Ästuar des Huon River und dem Channel gebildeten Halbinsel. Von dort führt die Straße am Westufer des Huon River nach Nordwesten über Garden Island Creek, Cygnet, Cradoc und Woodstock zu ihrem Endpunkt in Huonville.

### Umgehungsstraße von Kingston
Im Februar 2010 genehmigte die Staatsregierung von Tasmanien den Bau einer 2,8 km langen Umgehung für die Stadt Kingston. Diese Umgehung umfasst die Unterführung der Summerleas Road, die Algona Road und verschiedene Radwege.